# کوین مک
کوین مک (انگلیسی: Kevin Maek؛ زادهٔ ۴ نوامبر ۱۹۸۸) بازیکن فوتبال اهل آلمان است.
از باشگاه‌هایی که در آن بازی کرده‌است می‌توان به باشگاه فوتبال یونیون برلین، باشگاه فوتبال زاربروکن، باشگاه فوتبال وولفسبورگ، و باشگاه فوتبال آلمانیا آخن اشاره کرد.